# وارو (فیلم ۲۰۰۶)
وارو (به انگلیسی: Waru) فیلمی اکشن به کارگردانی تاکاشی میکه محصول سال ۲۰۰۶ است. فیلمنامه این کار را هیسائو ماکی بر اساس مانگایی از خودش نوشته است.